# Sumiswald
Sumiswald (toponimo tedesco) è un comune svizzero di 5 044 abitanti del Canton Berna, nella regione dell'Emmental-Alta Argovia (circondario dell'Emmental).

## Monumenti e luoghi d'interesse

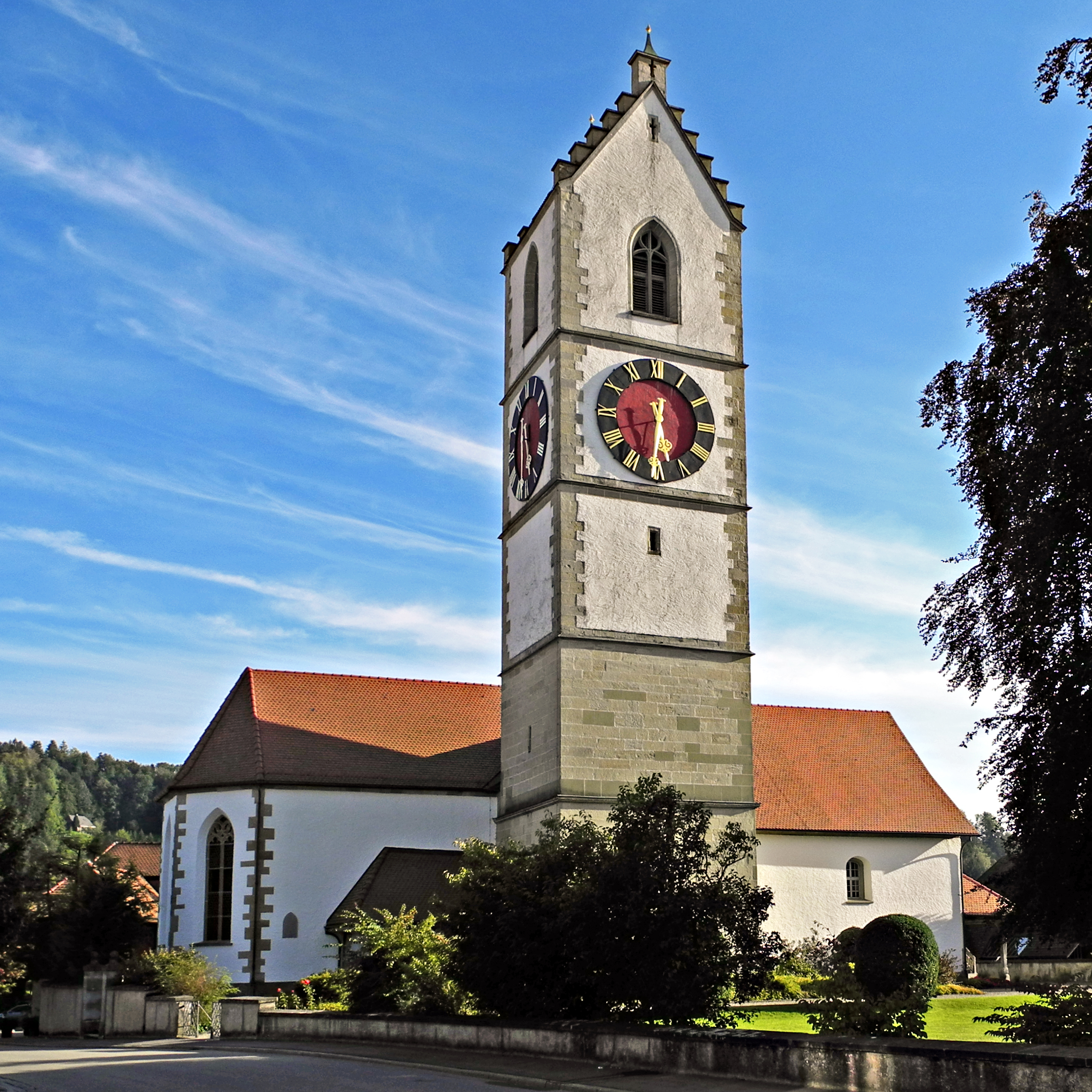
La chiesa riformata

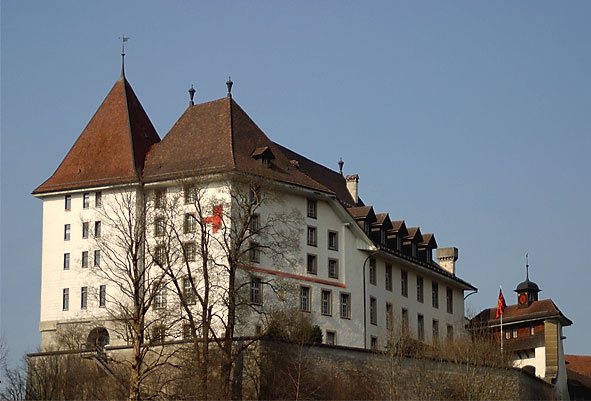
Il castello di Sumiswald

- Chiesa riformata (già di Santa Maria), attestata dal 1225 e ricostruita nel 1510-1512[1];
- Castello di Sumiswald (o di Spittel)[1].

## Società

### Evoluzione demografica
L'evoluzione demografica è riportata nella seguente tabella:
Abitanti censiti

## Infrastrutture e trasporti

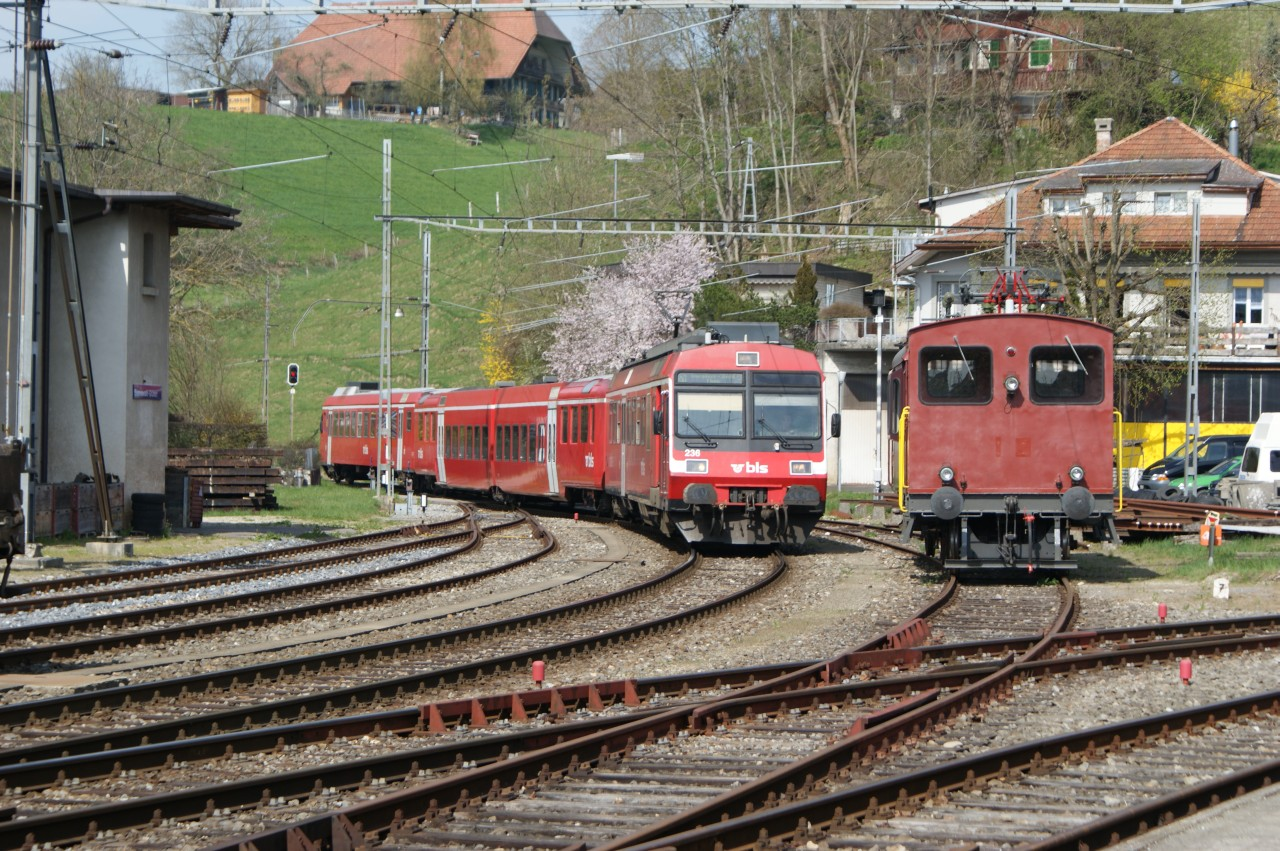
La stazione di Sumiswald-Grünen

Sumiswald è servito dalle stazioni di Gammenthal, di Griesbach e di Sumiswald-Grünen sulla ferrovia Ramsei-Huttwil (linea S44 della rete celere di Berna).

## Amministrazione
Ogni famiglia originaria del luogo fa parte del cosiddetto comune patriziale e ha la responsabilità della manutenzione di ogni bene ricadente all'interno dei confini del comune.